# Pomatocalpa diffusum
Pomatocalpa diffusum är en orkidéart som beskrevs av Jacob Gijsbert Samuel van Breda. Pomatocalpa diffusum ingår i släktet Pomatocalpa och familjen orkidéer. Inga underarter finns listade i Catalogue of Life.